# Rom (spiritus)
 For alternative betydninger, se Rom (flertydig). (Se også artikler, som begynder med Rom)
Rom er en alkoholisk drik, som fremstilles af rørsukkersaft eller melasse fra rørsukker og vand. Det gæres til 8-10% alkohol. Derefter destilleres den til en alkoholprocent på op til 90 % og lagres på egetræsfade. Efter lagringen fortyndes den til 40-43 % alkohol og tappes på flasker. En blanding af rom med anden alkohol og vand kaldes forskæring (tysk: Verschnitt).

## Test på rommens styrke
I 1700-tallet fik britiske søfolk en del af lønnen udbetalt i rom. For at sikre sig, at rommen ikke var for svag, dyppede man krudt i den. Blev krudtet antændt, betød det, at alkoholindholdet var over 57 %, og rommen kaldtes proof (= sikker). Blev rommen derimod ikke antændt, var der grund til utilfredshed.  Den dag i dag bruges betegnelsen proof på alkohol i blandt andet USA, hvor "100-proof whisky" betyder, at drikken indeholder 50 % alkohol. 

## Volumenprocenter
Almindeligst forekommende volumenprocenter er: 37½%-43% til at drikke også i cola/rom og drinks; 54%-56% til Rumtopf (rompot, konserverede bær og frugter); 80% Strohrum® (Inländerrum, indenlandsk rom).

## Dansk rom
I Flensborg findes to rom-museer. Det ene er i Flensborg Søfartsmuseum, og det andet er privatejet i Braasch Rum.
I 1700-tallet blev den rå rom, den såkaldte killdevil (= dræberdjævelen), sejlet ind fra Caribien, og den blev viderebehandlet i Flensborg og udskænket fra omkring 200 "romhuse" i byen. 